# 잡담
잡담 또는 스몰 토크(small talk)는 회화 (이야기)의 기능적 주제나 다루어야 할 거래를 다루지 않는 비공식적인 유형의 담론이다. 본질적으로 이는 중요하지 않은 것에 대한 정중하고 표준적인 대화이다.
잡담 현상은 1923년 브로니스와프 말리노프스키가 자신의 에세이 "원시 언어의 의미 문제"에서 처음 연구했으며, 이를 설명하기 위해 "유동적 의사소통"이라는 용어를 만들었다. 잡담을 나누는 능력은 사회 기술이다.

## 같이 보기
- 칩 토크
- 사회언어학
- 교류분석이론